# Didymodon hedysariformis
Didymodon hedysariformis là một loài rêu trong họ Pottiaceae. Loài này được Otnyukova mô tả khoa học đầu tiên năm 1998.